# O Primo Basílio
O Primo Basílio é um romance de Eça de Queiroz. Publicado em 1878, constitui uma análise da família burguesa urbana no século XIX.
O autor, que já criticara a província em O Crime do Padre Amaro, volta-se agora para a cidade, a fim de sondar e analisar as mesmas mazelas, desta vez na capital: para tanto, enfoca um lar burguês aparentemente feliz e perfeito, mas com bases falsas e igualmente podres. A criação dessas personagens denuncia e acentua o compromisso de O Primo Basílio com o seu tempo: a obra deve funcionar como arma de combate social. A burguesia — principal consumidora dos romances nessa época — deveria ver-se no romance e nele encontrar seus defeitos analisados objetivamente, para, assim, poder alterar seu comportamento. 
As personagens de O Primo Basílio podem ser consideradas o protótipo da futilidade, da ociosidade daquela sociedade.

## Enredo
Jorge, bem-sucedido engenheiro e funcionário de um ministério, e Luísa, moça romântica e sonhadora, protagonizam o típico casal burguês da classe média da sociedade lisboeta do século XIX. Casados e felizes, falta apenas um filho para completar a alegria do "lar do engenheiro", como era chamada a residência do casal pela vizinhança pobre. 
Existe um grupo de amigos que frequenta o lar de Jorge e Luísa: D. Felicidade, a beata que sofre de crises gasosas e morre de amores pelo Conselheiro; Sebastião, amigo íntimo de Jorge; Conselheiro Acácio, o bem letrado; Ernestinho e as empregadas Joana — assanhada e namoradeira — e Juliana – revoltada, invejosa, despeitada e amarga, responsável pelo conflito do romance. 
Ao mesmo tempo que cultiva uma união formal e feliz com Jorge, Luísa ainda mantém amizade com uma antiga colega, Leopoldina — chamada a "Pão e Queijo" por suas contínuas traições e adultérios. A felicidade e a segurança de Luísa passam a ser ameaçadas quando Jorge precisa viajar a trabalho para o Alentejo. 
Após a partida de seu esposo, Luísa fica enfadada sem ter o que fazer, no marasmo e em melancolia pela ausência do marido, e exatamente nesse meio-tempo Basílio chega do exterior. Conquistador e "bon vivant", o primo não leva muito tempo para conquistar o amor de Luísa (eles tinham namorado antes de Luísa conhecer Jorge). Luísa era uma pessoa com uma forte visão romântica da vida, lia apenas romances, e Basílio apresentou-se como a chave para seus sonhos: era rico, morava na França. O amor inicial transformou-se em ardente paixão e isso faz com que Luísa pratique adultério. Entrementes, Juliana espera apenas uma oportunidade para apanhar a patroa "em flagrante". 
Os encontros entre os dois sucedem-se a par da troca de cartas de amor, uma das quais é interceptada por Juliana — graças aos conselhos "sábios" de tia Vitória —, que começa a chantagear a patroa. Transformada de senhora mimada em escrava, Luísa começa a adoecer. De frágil constituição, os maus tratos que sofre de Juliana tiram-lhe rapidamente o ânimo, minando-lhe a saúde.
Jorge volta e de nada desconfia, pois Luísa satisfaz todos os caprichos da criada, enquanto tenta todas as soluções possíveis, até que encontra a ajuda desinteressada e pronta de Sebastião, o qual, armando uma cilada a Juliana, tentando levá-la presa, acaba fazendo o seu aneurisma estourar; Juliana morre. É um novo tempo para Luísa, cercada do carinho de Jorge, Joana e da nova empregada, Mariana. Porém, já é tarde demais: enfraquecida pela vida que tivera de suportar sob a tirania de Juliana, Luísa é acometida por uma violenta febre. Acamada pelas altas febres, Luísa não nota que Basílio lhe responde a uma carta escrita havia meses, e quando o carteiro entrega a carta na sua residência, chama a atenção de Jorge por estar endereçada a Luísa e ser remetida de França, motivo pelo qual ele a abre e descobre o adultério da esposa nas palavras amorosas e cheias de saudade de Basílio. A evidência da traição fá-lo entrar em desespero mas, no entanto, perdoa-lhe a traição pelo forte amor que lhe tem e pelo seu frágil estado de saúde. De nada adiantam os carinhos e cuidados do marido e dos amigos, nem o zelo médico de Julião — que chegou a raspar-lhe os longos cabelos — de que foi cercada: Luísa morre. 
Após isso, Jorge demite as empregadas e vai morar com Sebastião. Basílio retorna a Lisboa — de onde fugira, deixando-a sem apoio — e, ao saber da morte da amante, comenta cinicamente com um amigo que "antes tivesse trazido a Alphonsine". Esta parte encerra o livro explicitando o mau caráter de Basílio. Enquanto caminhavam pela rua, o seu amigo Visconde Reinaldo censurava Basílio por ter tido um romance com uma "burguesa", sem distinção. Não era, como ele mesmo dizia, uma amante chique, pelo contrário "não possuía relações decentes", "casara com um reles indivíduo de secretaria" e "vivia numa casinhola". Achava a relação absurda, no final das contas. E arrisca dizer que Basílio fizera o que fizera, por "higiene". Ao responder "Que ferro! Podia ter trazido a Alphonsine", Basílio confirma a suspeita do amigo. Luísa fora usada, então. Não houve qualquer sentimento. Luísa morrera, portanto, sem nunca ter sido amada por Basílio.

### Tempo
O tempo da narrativa é cronológico e a narrativa linear, ocorrendo no período entre o namoro de Luísa, a morte da mãe, o abandono pelo namorado, estendendo-se pelos três anos de seu casamento com Jorge, até a viagem e volta desse. A acção passa-se no final do século XIX.

### Foco narrativo
Apresenta um narrador onisciente, que não consegue distanciar-se por completo de suas personagens, o que se caracteriza pela sua onisciência e pelo emprego do enredo da obra. Descreve detalhes mínimos de objetos ou vestuário, colocando o leitor dentro da cena de maneira realista.

### Espaço
Lisboa é o cenário da crítica de Eça de Queirós; é o espaço da sociedade lisboeta por onde transitam as personagens e onde elas expõem suas condições socioeconómicas e históricas. O Alentejo é o espaço que rouba Jorge de Luísa, deixando-a num marasmo sem fim. Paris é o cenário que devolve Basílio à Luísa, trazendo alegria e a novidade de uma vida de prazeres e aventuras. 
Lisboa é por onde transitam as personagens e onde elas expõem suas condições socioeconómicas e históricas, é a sociedade portuguesa. Dentro desta cidade, a casa de Luísa e de Jorge e o Paraíso (local onde ocorrem os encontros românticos de Luísa e Basílio, um "refúgio") são os que ganham maior destaque.

### Conclusão
Diante do cenário histórico, descrito no início dessa análise, Eça de Queirós publica, em 1878, O Primo Basílio. O livro inova a criação literária da época, oferecendo uma crítica demolidora e sarcástica dos costumes da pequena burguesia de Lisboa. Eça de Queirós ataca uma das instituições consideradas mais sólidas: o casamento. Com personagens despidos de virtude, situações dramáticas geradas a partir de sentimentos fúteis e mesquinharias, casos amorosos com motivações vulgares e medíocres — tudo isso, ao mesmo tempo em que tece críticas, desperta o interesse da sociedade de Lisboa. Eça de Queirós explora o erotismo quando detalha a relação entre os amantes. Inova também ao incluir diálogos sobre a homossexualidade ("nunca, depois de mulher, senti por um homem o que senti pela Joaninha!", confidencia Leopoldina). O autor, que já mostrara sua opção por uma literatura ácida e nada sentimental em O Crime do Padre Amaro, cria personagens fisicamente decadentes — cheios de doenças e catarros — e de comportamento sexual promíscuo.

## Personagens
“
Tinham acabado de almoçar.

A sala estarrada, alegrava, com o seu teto de madeira pintado a branco,  de ramagens verdes. Era em julho, um domingo, fazia um grande calor; as duas janelas estavam cerradas, mas sentia-se fora o sol faiscar nas vidraças, escaldar a pedra da varanda; havia o silêncio recolhido e sonolento de manhã de missa; uma vaga quebreira amolentava, trazia desejos de sestas ou de sombras fofas debaixo de arvoredos, no campo, ao pé da água; nas duas gaiolas, entre as bambinelas de cretone azulado, os canárias dormiam; um zumbido monótono de moscas arrastava-se por cima da mesa, pousava no fundo das chávenas sobre o açúcar mal derretido, enchia toda a sala de um rumor dormente.

Jorge enrolou um cigarro, e muito repousado, muito fresco na sua camisa de chita, sem colete, o jaquetão de flanela azul aberto, os olhos no teto, pôs-se a pensar na sua jornada ao Alentejo. Era engenheiro de minas, no dia seguinte devia partir para Beja, para Évora, mais para o sul até São Domingos; e aquela jornada, em julho contrariava-o como uma interrupção, afligia-o como uma injustiça. Que maçada por um verão daqueles! Ir dias e dias sacudido pelo chouto de um cavalo de aluguel, por esses descampados do Alentejo que não acabam nunca, cobertos de um rastolho escuro, abafados num sol baço, onde os moscardos zumbem! Dormir nos montados, em quartos que cheiram a tijolo cozido, ouvindo em redor, na escuridão da noite tórrida, grunhir as varas dos porcos! A todo o momento sentir entrar pelas janelas, passar no ar o bafo quente das queimadas! E só! (...)”

— O Primo Basílio (1878)
- Luísa de Mendonça de Brito: Representa a jovem romântica, inconsequente nas suas atitudes, a adúltera.
- Jorge de Carvalho: Marido dedicado de Luísa, engenheiro de minas, homem prático e simples, que contrasta com a personalidade mundana e sedutora de Basílio.
- Basílio de Brito: Dândi, conquistador e irresponsável, "bon vivant" pedante e cínico. Como todo o dândi, Basílio procurava imitar um estilo de vida aristocrático, decadente. Tinha uma preocupação latente em estar bem vestido e arrumado.
- Juliana Couceiro Tavira: Personagem mais completa e acabada da obra, tem sido vista como o símbolo da amargura e do tédio em relação à profissão. Feia, virgem, solteirona, bastarda, é inconformada com a sua situação e por isso odeia a tudo e a todos, principalmente os seus patrões, não detendo então qualquer sentimento ou fundo moral. É apelidada de "Velha Torta".
- Sebastião: Personagem simpático que permanece fiel a Jorge e ao mesmo tempo ajuda Luísa. Sebastião é o único que não apresenta nenhuma crítica à socialidade lisboeta.
- Julião Zuzarte: Parente distante de Jorge e amigo íntimo da casa, assim como Juliana, representa o descontentamento e o tédio com a profissão. Estudava desesperadamente medicina, na esperança de conseguir uma clientela rica. Andando sempre sujo e desarrumado, Julião era invejoso e azedo.
- Visconde Reinaldo: Amigo de Basílio, era, como este, um dândi. Desprezava Portugal. Reinaldo representa o pensamento aristocrático, o desprezo pelos valores burgueses, como a família e a virtude.
- Dona Felicidade de Noronha: Amiga de Luísa, cinquentona. Apaixonada perdidamente pelo Conselheiro Acácio. Simbolizava, nas palavras do próprio Eça: "a beatice parva de temperamento excitado".
- Conselheiro Acácio: Antigo amigo do pai de Jorge, Acácio é o arquétipo do sujeito que só diz banalidades. Púdico, formal em qualquer atitude, rejeita friamente as investidas de Dona Felicidade. Diz a todos que "as neves que na fronte se acumulam terminam por cair no coração". No entanto, vive amancebado com a criada, que o trai.
- Senhor de Paula: Vizinho de Jorge. Junto com a carvoeira e a estanqueira, passa o dia bisbilhotando quem entra e quem sai da casa do "engenheiro". O surgimento de Basílio acaba virando um espetáculo para eles.
- Leopoldina: Amiga de Luísa, casada com João de Noronha e adúltera. Filha única do Visconde de Quebrais, é apelidada de "a Quebrais" ou "a Pão e Queijo". Sempre em busca de novos prazeres e assim amantes, tem uma má reputação, e é uma possível influência para o comportamento de Luísa.[4]
- Ernesto "Ernestinho" de Ledesma: Um homem baixinho da voz fina. É primo de Jorge. Seu sobrenome, de Ledesma, dá-lhe um ar ridículo, de lesma pegajosa. É pequeno, pálido, romântico, escreve seguindo o interesse do público. A peça "Honra e Paixão", escrita por ele, é um dramalhão de caráter romântico. De vontade fraca, não tem estilo próprio.
- Joana: Cozinheira da casa, tem por amante Pedro, ajudante de marcenaria na mesma rua.
- Mariana: Criada da casa.
- de Castro: Sócio duma Casa Bancária, tem uma paixão platônica por Luísa.

## Recepção
Assim como O Crime do Padre Amaro, O Primo Basílio foi recebido com entusiasmo pela crítica da época. Teófilo Braga afirmou que "como processo artístico O Primo Basílio é inexcedível; não haverá nas literaturas europeias romance que se lhe avantage. Há ali a construção segura de Balzac, o acabado artístico de Flaubert, a crueza real mas imponente de Zola, os quadros completos como em Daudet. Os tipos e as situações rivalizam entre si". Guerra Junqueiro dizia: "Eça de Queirós pertence à ordem elevada dos artistas criadores (...). O conselheiro Acácio e a criada Juliana, conquanto não possuam a latitude, a quase universalidade, dalguns dos tipos de Balzac, no entanto, como poder de evocação, como força de génio, colocam Eça de Queirós a par do autor da La Cousine Bette, do Le Père Goriot e da Eugénie Grandet".
Machado de Assis, no entanto, divergiu da recepção entusiasmada e teceu críticas à estrutura do romance: 
"Um leitor perspicaz terá já visto a incongruência da concepção do Sr. Eça de Queirós, e a inanidade do caráter da heroína. Suponhamos que tais cartas não eram descobertas, ou que Juliana não tinha a malícia de as procurar, ou enfim que não havia semelhante fâmula em casa, nem outra da mesma índole. Estava acabado o romance, porque o primo enfastiado seguiria para França, e Jorge regressaria do Alentejo; os dois esposos voltavam à vida anterior. Para obviar a esse inconveniente, o autor inventou a criada e o episódio das cartas, as ameaças, as humilhações, as angústias e logo a doença, e a morte da heroína. Como é que um espírito tão esclarecido, como o do autor, não viu que semelhante concepção era a coisa menos congruente e interessante do mundo? Que temos nós com essa luta intestina entre a ama e a criada, e em que nos pode interessar a doença de uma e a morte de ambas? Cá fora, uma senhora que sucumbisse às hostilidades de pessoas de seu serviço, em consequência de cartas extraviadas, despertaria certamente grande interesse, e imensa curiosidade; e, ou a condenássemos, ou lhe perdoássemos, era sempre um caso digno de lástima. No livro é outra coisa. 
Para que Luísa me atraia e me prenda, é preciso que as tribulações que a afligem venham dela mesma; seja uma rebelde ou uma arrependida; tenha remorsos ou imprecações; mas, por Deus! dê-me a sua pessoa moral. Gastar o aço da paciência a fazer tapar a boca de uma cobiça subalterna, a substituí-la nos misteres ínfimos, a defendê-la dos ralhos do marido, é cortar todo o vínculo moral entre ela e nós. Já nenhum há, quando Luísa adoece e morre. Por quê? porque sabemos que a catástrofe é o resultado de uma circunstância fortuita, e nada mais; e consequentemente por esta razão capital: Luísa não tem remorsos, tem medo."
Machado de Assis, conclui, preocupado, que o Realismo de Eça de Queirós poderia resultar em sensacionalismo: "Talvez estes reparos sejam menos atendíveis, desde que o nosso ponto de vista é diferente. O Sr. Eça de Queirós não quer ser realista mitigado, mas intenso e completo; e daí vem que o tom carregado das tintas, que nos assusta, para ele é simplesmente o tom próprio. Dado, porém, que a doutrina do Sr. Eça de Queirós fosse verdadeira, ainda assim cumpria não acumular tanto as cores, nem acentuar tanto as linhas; e quem o diz é o próprio chefe da escola, de quem li, há pouco, e não sem pasmo, que o perigo do movimento realista é haver quem suponha que o traço grosso é o traço exato."